# Zwergmangusten

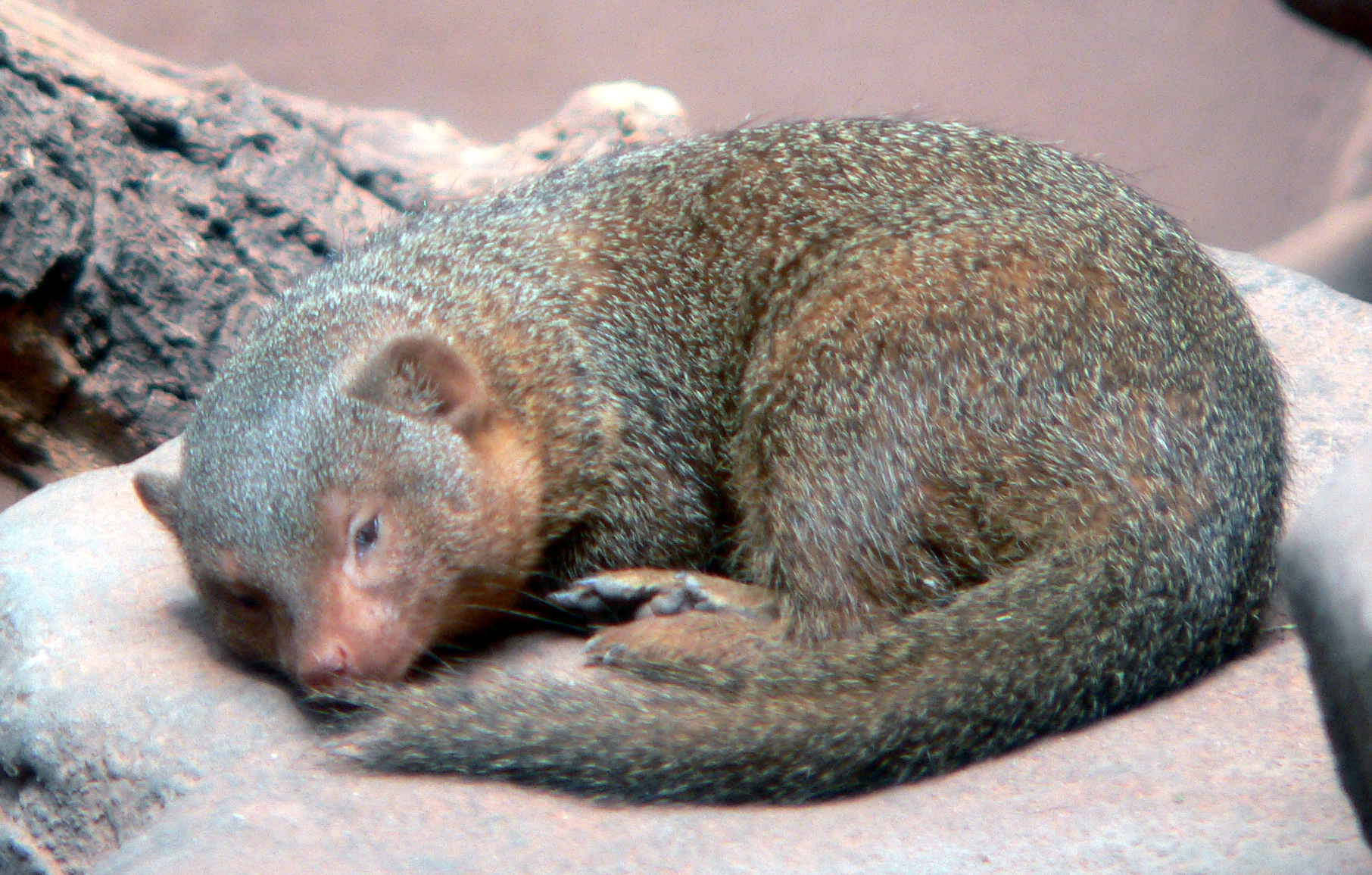
Südliche Zwergmanguste

Die Zwergmangusten (Helogale) sind eine Säugetiergattung aus der Familie der Mangusten (Herpestidae). Sie sind die kleinsten Vertreter ihrer Familie und im östlichen und südlichen Afrika verbreitet. Die Gattung umfasst zwei Arten: die Östliche Zwergmanguste (Helogale hirtula) und die Südliche Zwergmanguste (Helogale parvula).

## Merkmale
Zwergmangusten erreichen eine Kopfrumpflänge von 19 bis 27 Zentimetern, wozu noch ein 15 bis 18 Zentimeter langer Schwanz kommt. Das Gewicht liegt zwischen 200 und 400 Gramm. Die Fellfärbung ist variabel, meist jedoch grau oder braun. Das Fell der Südlichen Zwergmanguste ist rötlicher und weniger zottelig als das der Östlichen Zwergmanguste. Der Kopf ist kurz, die Schnauze zugespitzt. Die Pfoten tragen lange, an das Graben angepasste Krallen.

## Verbreitung und Lebensweise
Zwergmangusten leben im östlichen und südlichen Afrika. Während die Östliche Zwergmanguste ein relativ kleines Gebiet bewohnt und eher an trockene Lebensräume angepasst ist, ist die Südliche Zwergmanguste über weite Teile des Kontinents verbreitet und kommt in einer Vielzahl von Lebensräumen vor.
Zwergmangusten sind tagaktiv und leben in Gruppen. Zum Schlafen ziehen sie sich in Erdbaue, Felsspalten oder Termitenhügel zurück. Während über die Lebensweise der Östlichen Zwergmanguste kaum etwas bekannt ist, wurde die Lebensweise der Südlichen Zwergmanguste eingehend, insbesondere von Anne Rasa, erforscht und in ihrem Buch „Die perfekte Familie“ ausführlich beschrieben.
Die Südliche Zwergmanguste zeigt ein komplexes Sozialverhalten: Sie lebt in Gruppen von rund 9 bis 12 Mitgliedern, die von einem dominanten Weibchen angeführt wird. Nur das dominante Paar einer Gruppe zeugt Nachwuchs, die Fortpflanzung der übrigen Tiere wird entweder hormonell unterdrückt oder die Neugeborenen werden vom dominanten Weibchen getötet. Die übrigen Gruppenmitglieder beteiligen sich an der Jungenaufzucht.
Südliche Zwergmangusten ernähren sich vorwiegend von Insekten, daneben fressen sie auch andere Kleintiere, aber auch Vogeleier und kleine Wirbeltiere. Die Nahrung der Östlichen Zwergmanguste ist nicht bekannt.

## Gefährdungssituation
Beide Arten der Zwergmangusten werden nach der Weltnaturschutzunion IUCN als nicht gefährdet (Least Concern) klassifiziert.